# Iran na Zimowych Igrzyskach Paraolimpijskich 2018
Iran na Zimowych Igrzyskach Paraolimpijskich 2018 – występ kadry sportowców reprezentujących Iran na igrzyskach paraolimpijskich w Pjongczangu w 2018 roku.
W kadrze wystąpiło pięcioro zawodników: dwie kobiety i trzej mężczyźni. Chorążym została biegaczka narciarska Elaheh Gholifallah. Aboulfazl Khatibi był najmłodszym reprezentantem Iranu. Podczas igrzysk miał 15 lat.

## Reprezentanci

### Kobiety
| Zawodniczka        | Dyscyplina        | Konkurencja              | Podgrupa | Czas       | Strata   | Miejsce | Źródło |
| ------------------ | ----------------- | ------------------------ | -------- | ---------- | -------- | ------- | ------ |
| Elaheh Gholifallah | Biegi narciarskie | Sprint stylem klasycznym | B1       | 9:23,01    | +5:02,38 | 11.     | [ 4 ]  |
| Sedigheh Rouzbeh   | Snowboarding      | Slalom                   | LL-2     | Q: 3:29,18 | +2:32,24 | 8.      | [ 5 ]  |

### Mężczyźni
| Zawodnik          | Dyscyplina        | Konkurencja              | Podgrupa | Czas       | Strata  | Miejsce | Źródło |
| ----------------- | ----------------- | ------------------------ | -------- | ---------- | ------- | ------- | ------ |
| Puriya Khaliltash | Snowboarding      | Cross                    | UL       | Q: 1:12,37 | +12,25  | 20.     | [ 6 ]  |
| Puriya Khaliltash | Snowboarding      | Slalom                   | UL       | 1:02,67    | +11,90  | 21.     | [ 7 ]  |
| Aboulfazl Khatibi | Biegi narciarskie | Sprint stylem klasycznym | LW8      | 4:27,66    | +51,01  | 21.     | [ 8 ]  |
| Aboulfazl Khatibi | Biegi narciarskie | 10 km stylem klasycznym  | LW8      | 30:06,6    | +5:59,8 | 22.     | [ 9 ]  |
| Hossein Solghani  | Snowboarding      | Cross                    | LL-2     | Q: 1:17,95 | +19,74  | 17.     | [ 10 ] |
| Hossein Solghani  | Snowboarding      | Slalom                   | LL-2     | 1:09,11    | +20,43  | 17.     | [ 11 ] |